# 狂獸
《狂獸》（英語：The Brink）是李子俊擔任副導演多年後，首部執導的警匪動作片，由張晉、余文樂、文詠珊及吳樾領銜主演；太保、倉田保昭、蘇麗珊及灰熊主演；林家棟特別演出；曾國祥友情演出，李忠志擔任動作指導。

## 劇情
漁民走私集團頭子江貴成（余文樂 飾）指揮手下在大海的特定地點撒下漁網，撈起價值千萬的黑市黃金！重案督察西狗（張晉 飾）及阿Duck（吳樾 飾）趕到荒廢漁村，與登岸的貴成等人爆發黃金爭奪戰！貴成棄金逃走，但西狗卻誓要將他繩之於法！
西狗兩人憑線索先後於避風塘及街市等多個地點，與貴成展開連場鬥智鬥力的搜捕，阿Duck在過程中失手被貴成擄走！西狗窮追貴成，終發現對方藏身公海——原來，走私集團的內鬥迫使貴成殺死養父，更失去運送黑市黃金的專利，唯有到公海的賭船上，與操控黃金供應的黑道老大鬼哥（倉田保昭 飾）談判，但卻談判破裂。
貴成決定帶同手下強搶鬼哥藏在水底的秘密金庫！西狗趕至，與貴成等在水底大戰！

## 演員
| 演員              | 角色   | 備註 |
| 張晉              | 張浩東 | 西狗 重案組督察 陳耀輝之下屬 嚴志德之前同僚兼好友，後反目 江貴成之天敵 可言之養父 |
| 余文樂            | 江貴成 | 漁民走私集團頭子 張浩東之天敵 收賣嚴志德 被阿雪單戀 陳水勝之養子，因不滿其業務傳給親生仔勝仔而反目，並殺害其兩父子 與陳丁癸交易未遂，並企圖搶其水底金庫 最後因為要撈起最後一批沉在海底的黃金而長時間逗留於海底中缺氧而死                       |
| 文詠珊            | 阿雪   | 炸彈狂徒 單戀江貴成 中段在停車場被江貴成駕車撞傷 最後在賭船上帶傷救走江貴成期間失血過多致死 |
| 吳樾              | 嚴志德 | 阿德 重案組警員，後辭職 因爛賭而欠下巨債 陳耀輝之前下屬 張浩東之前同僚兼好友，後反目 於佐敦街市追捕江貴成期間被其脅持作人質，並擄到漁船上。原本要求其殺死自己，但被其用黃金引誘而被收賣 最後在漁船上被颱風“皇后”吹起的其中一盒黃金擊中頭部身亡 |
| 林家棟 (特別演出) | 陳耀輝 | 廢sir(張浩東專用) 張浩東之上司 嚴志德之前上司 最後於海底為救被江貴成勒住的張浩東而腦部缺氧險死，但全身癱瘓 |
| 太保              | 陳水勝 | 陳丁癸之結拜弟弟，替其運送黑市黃金 勝仔之父 江貴成之養父，因被其不滿把自己業務傳給親生仔勝仔而反目 最後於停車場被江貴成駕車撞死 |
| 倉田保昭          | 陳丁癸 | 鬼哥 操控黃金供應的黑道老大 陳水勝之結拜大哥 最後被警方拘捕 |
| 蘇麗珊            | 可言   | 其父為毒犯，於半年前因拒絕張浩東拘捕而墮樓身亡 懷孕少女 張浩東之養女 |
| 灰熊              | 金福   | 古惑仔 為張浩東提供線報 |
| 曾國祥 (友情演出) | 勝仔   | 陳水勝之子 江貴成無血緣關係之弟弟，與其不和 在漁船上被江貴成要脅的手下生劏而失血過多致死 |

## 主題曲
《狂獸》
填詞：周耀輝，作曲：黃一峰，編曲：黃一峰、Ron Cheng
主唱：許志安

## 奬項及提名
| 年度 | 颁奖典礼                     | 奖项           | 姓名     | 结果 |
| ---- | ---------------------------- | -------------- | -------- | ---- |
| 2018 | 微博之星2017                 | 微博給力電影   | 《狂獸》 | 提名 |
| 2018 | 微博之星2017                 | 微博給力男主角 | 張晉     | 提名 |
| 2018 | 微博之星2017                 | 微博給力女主角 | 文詠珊   | 提名 |
| 2018 | 第一屆MOVIE6全民票選電影大獎 | 新晉導演       | 李子俊   | 提名 |
| 2018 | 第37屆香港電影金像獎         | 最佳動作指導   | 李忠志   | 提名 |
| 2018 | 第37屆香港電影金像獎         | 新晉導演       | 李子俊   | 提名 |

## 外部連結
- 香港影庫上《狂獸》的資料（繁體中文）
- 豆瓣电影上《狂獸》的資料 （简体中文）
- 时光网上《狂獸》的資料（简体中文）
- 互联网电影数据库（IMDb）上《狂獸》的资料（英文）